# Лэнгуэй, Род
Родни Кори Лэнгуэй (англ. Rodney Cory Langway; род. 3 мая 1957, Тайбэй) — бывший американский хоккеист, игравший на позиции защитника, обладатель Кубка Стэнли 1979 года в составе «Монреаль Канадиенс», шестикратный участник матчей всех звёзд НХЛ.

## Карьера

### Игровая карьера
На студенческом уровне в течение двух сезонов играл за команду «Нью-Гэмпшир Уайлдкэтс», которая представляет Университет Нью-Гэмпшира, где по итогам сезона 1976/77 заработал 53 очка, из них 43 за голевые передачи.
На драфт НХЛ 1977 года был выбран в 2-м раунде под 36-м номером клубом «Миннесота Норт Старз». В течение сезона 1977/78 он играл за «Хэмптон Галлс» и «Бирмингем Буллз», в которых зарабатывал более 20 очков за сезон. С сезона 1978/79 Лэнгуэй стал игроком «Канадиенс», в составе которого выиграл в 1979 году Кубок Стэнли.
Осенью 1982 года вместе с другими игроками был обменян в «Вашингтон Кэпиталз». за который он отыграл 11 сезонов, 10 из которых в качестве капитана. В составе «Кэпиталз» Лэгэуэй был одним из ведущих защитников, получив прозвище «Министр обороны», а также выиграв в 1983 и 1984 годах Джеймс Норрис Трофи, приз как лучшему защитнику НХЛ по итогам сезона.
Завершив хоккейную карьеру по окончании сезона 1992/93, он возвращался на лёд, играя как правило в низших американских лигах.
В составе сборной США играл на трёх Кубках Канады: КК-1981, КК-1984 и КК-1987 и на ЧМ-1982, где американцы не завоевывали никаких медалей.

### Тренерская карьера
Входил в тренерский штаб «Провиденс Брюинз» и «Ричмонд Ривердогз», которую возглавлял с 2003 по 2004 годы.

## Признание
26 ноября 1997 его игровой номер «5» был выведен из обращения «Кэпиталз»; через два года был принят в Зал хоккейной славы США.
В 2002 году был включён в Зал хоккейной славы.

## Статистика

### Международная
| Год                  | Сборная              | Турнир               | Место                |    | И | Г | П | О  | Ш |
| -------------------- | -------------------- | -------------------- | -------------------- | -- | - | - | - | -- | - |
| 1981                 | США                  | КК                   | 4                    | 6  | 0 | 1 | 1 | 8  |   |
| 1982                 | США                  | ЧМ                   | 8                    | 6  | 0 | 2 | 2 | 4  |   |
| 1984                 | США                  | КК                   | 4                    | 6  | 1 | 1 | 2 | 8  |   |
| 1987                 | США                  | КК                   | 5                    | 5  | 0 | 1 | 1 | 6  |   |
| Всего за сборную США | Всего за сборную США | Всего за сборную США | Всего за сборную США | 23 | 1 | 5 | 6 | 26 |   |